# Maurice Prendergast

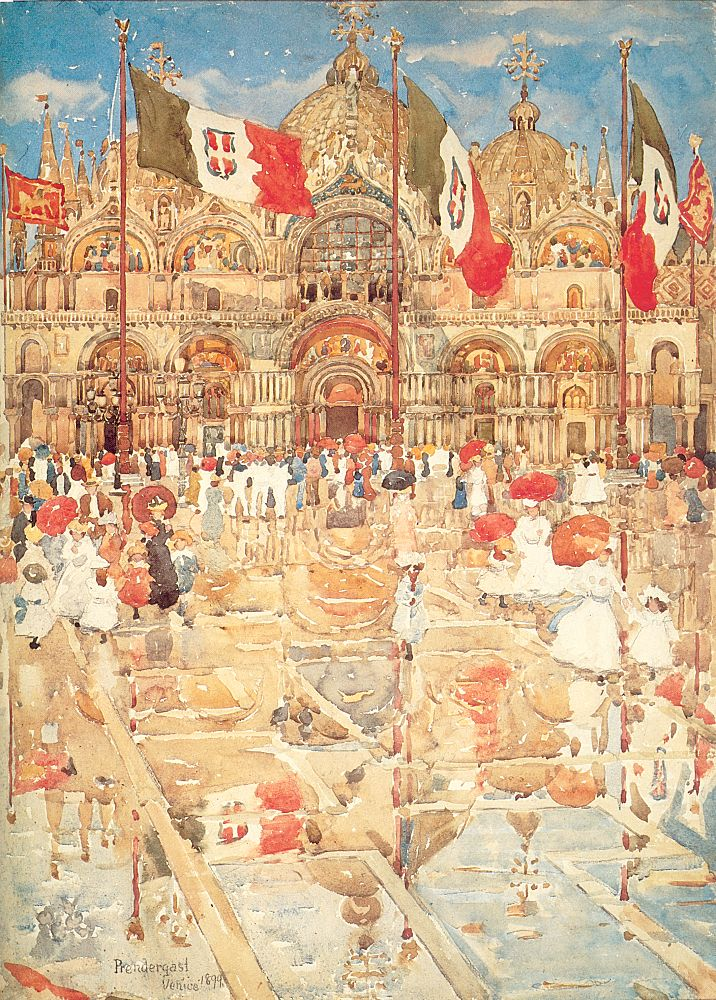
Splash of Sunshine and Rain, Watercolor, 1899.

Maurice Brazil Prendergast (St. John's, 10 de octubre de 1858 - Nueva York, 1 de febrero de 1924) fue un pintor postimpresionista estadounidense, que usaba sobre todo acuarela. Al contrario que los impresionistas, su obra es algo más que luz y color. Fue miembro de The Eight.
Maurice Brazil Prendergast nació en St. John's. En el año 1868 la familia se marchó a Boston, donde el joven Maurice fue aprendiz de un artista comercial, haciendo carteles.

Las estructuras brillantemente coloreadas de los panfletos publicitarios ejercieron una profunda influencia en su estilo, caracterizando incluso sus obras de madurez.
Para estudiar arte, en los años 1880 se marchó a París, donde encontró a algunos artistas ingleses de vanguardia como Walter Sickert y Aubrey Beardsley.

Conoció el estilo de James Abbott McNeill Whistler, de los impresionistas y de los puntillistas.

Pero fueron sobre todo las influencias de Édouard Vuillard y de Pierre Bonnard las que acercaron su estilo hacia el postimpresionismo, en el que amplias formas radicalmente simplificadas, coloreadas de modo luminoso y vigoroso, se disponían de manera casi rítmica sobre la tela.

Varios críticos de arte describieron sus obras como parecidas a los tapicerías y mosaicos.
En 1898 Prendergast viajó a Venecia, donde admiró las deliciosas escenas de género de Vittore Carpaccio, que lo animaron hacia disposiciones aún más complejas y rítmicas.

Se convirtió en uno de los primeros pintores estadounidenses que se inspiraron en la labor de Paul Cézanne, en relación con el uso expresivo de la forma y del color.

Aunque trabajó principalmente con las acuarelas, en su madurez se orientó hacia obras al óleo que partían de esbozos hechos con acuarela.
Maurice Prendergast murió en Nueva York el 1 de febrero de 1924.

## Obra seleccionada

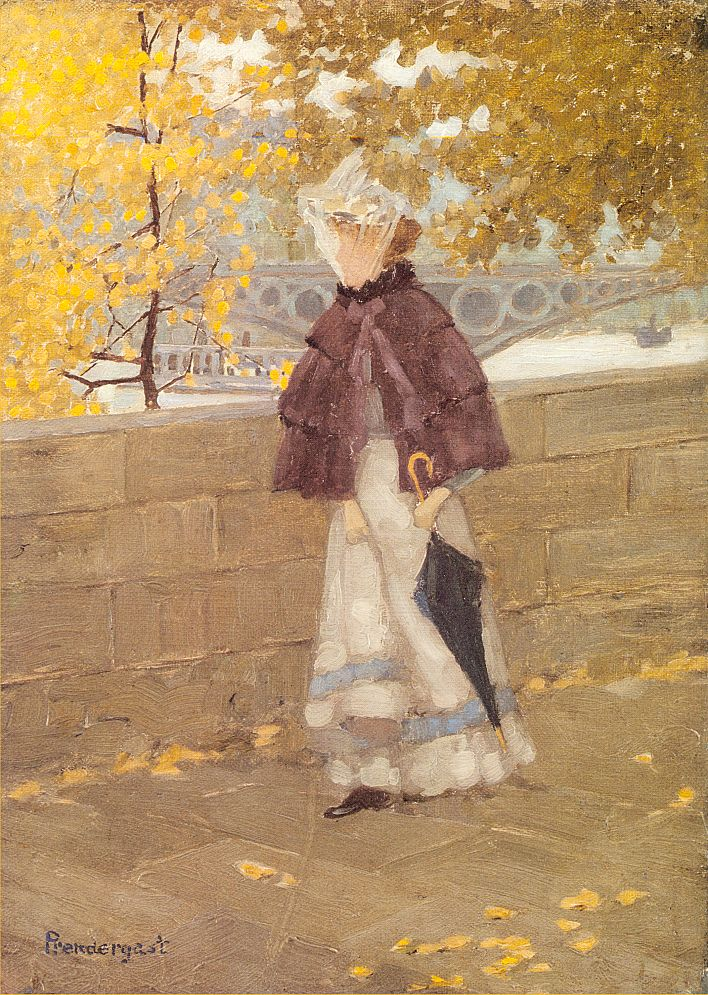
Along the Seine (1892-94)
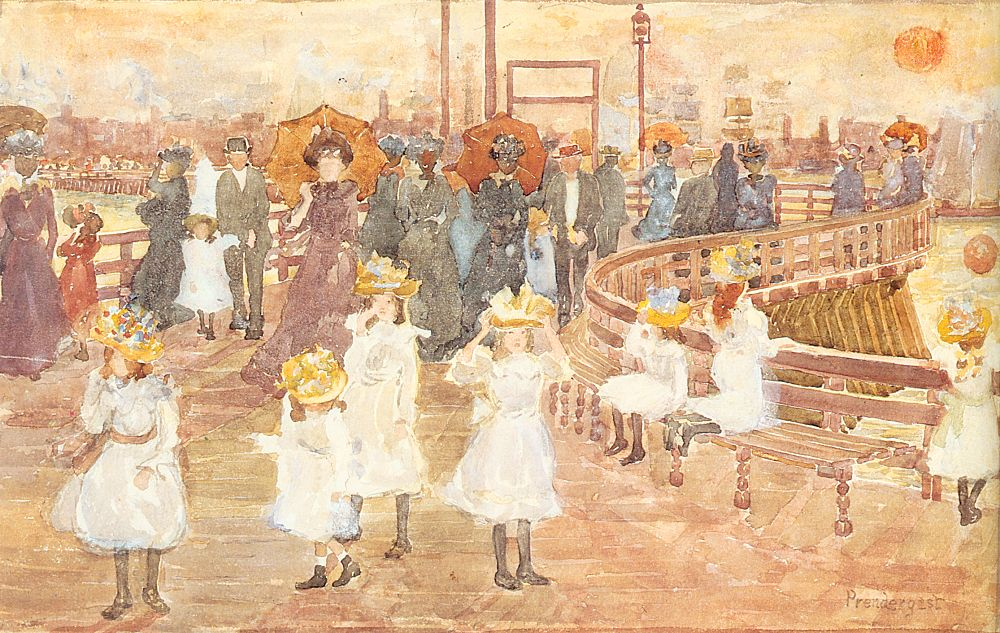
South Boston Pier (1895-97)
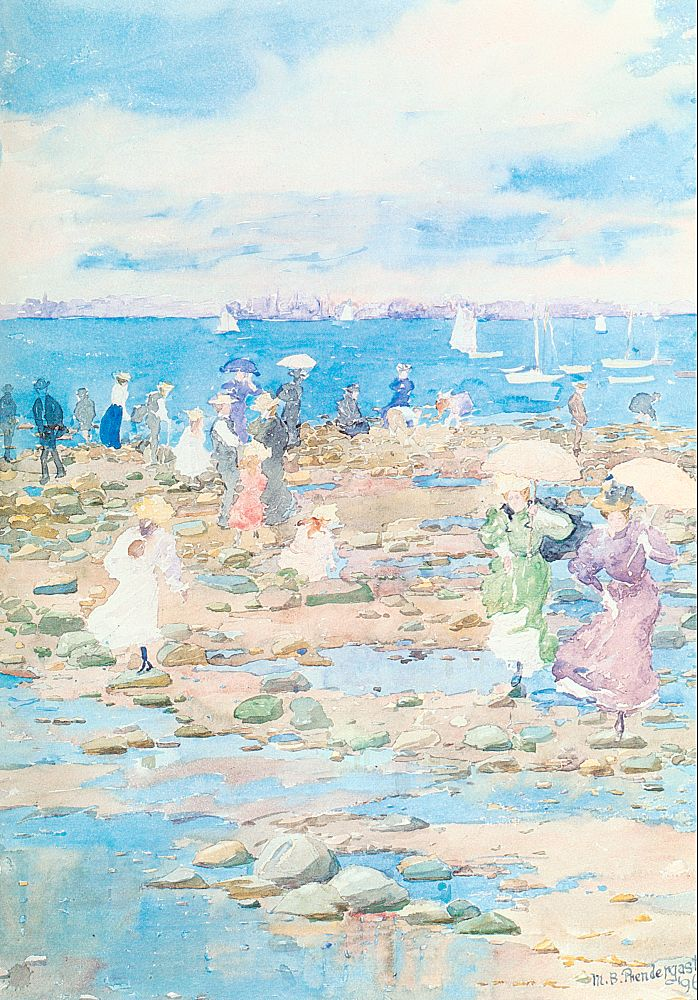
Summer Visitors (1897)
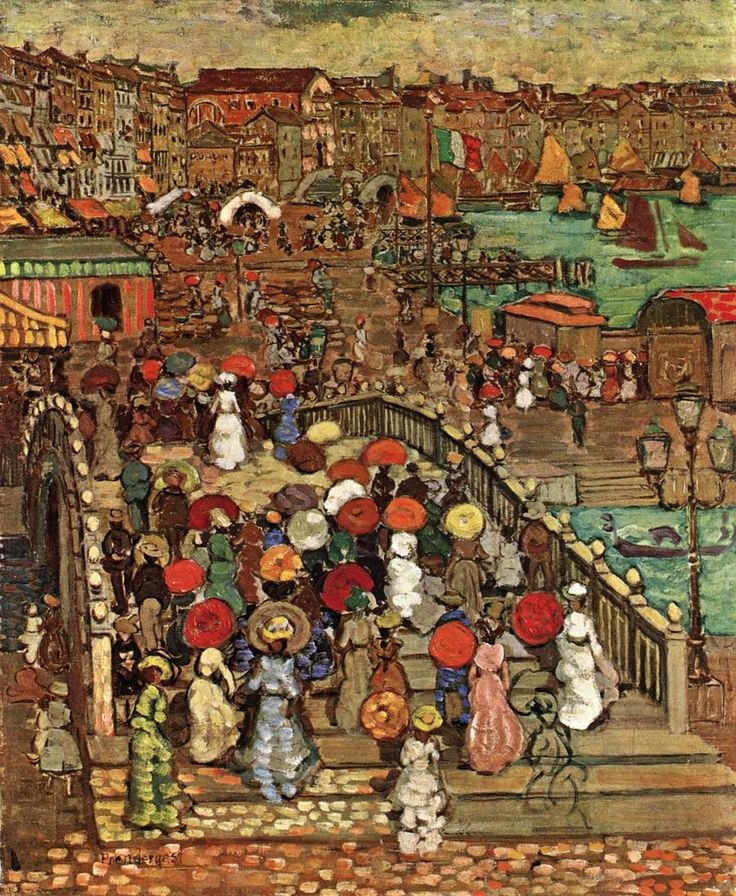
Ponte della Paglia en Venecia (1898-99)
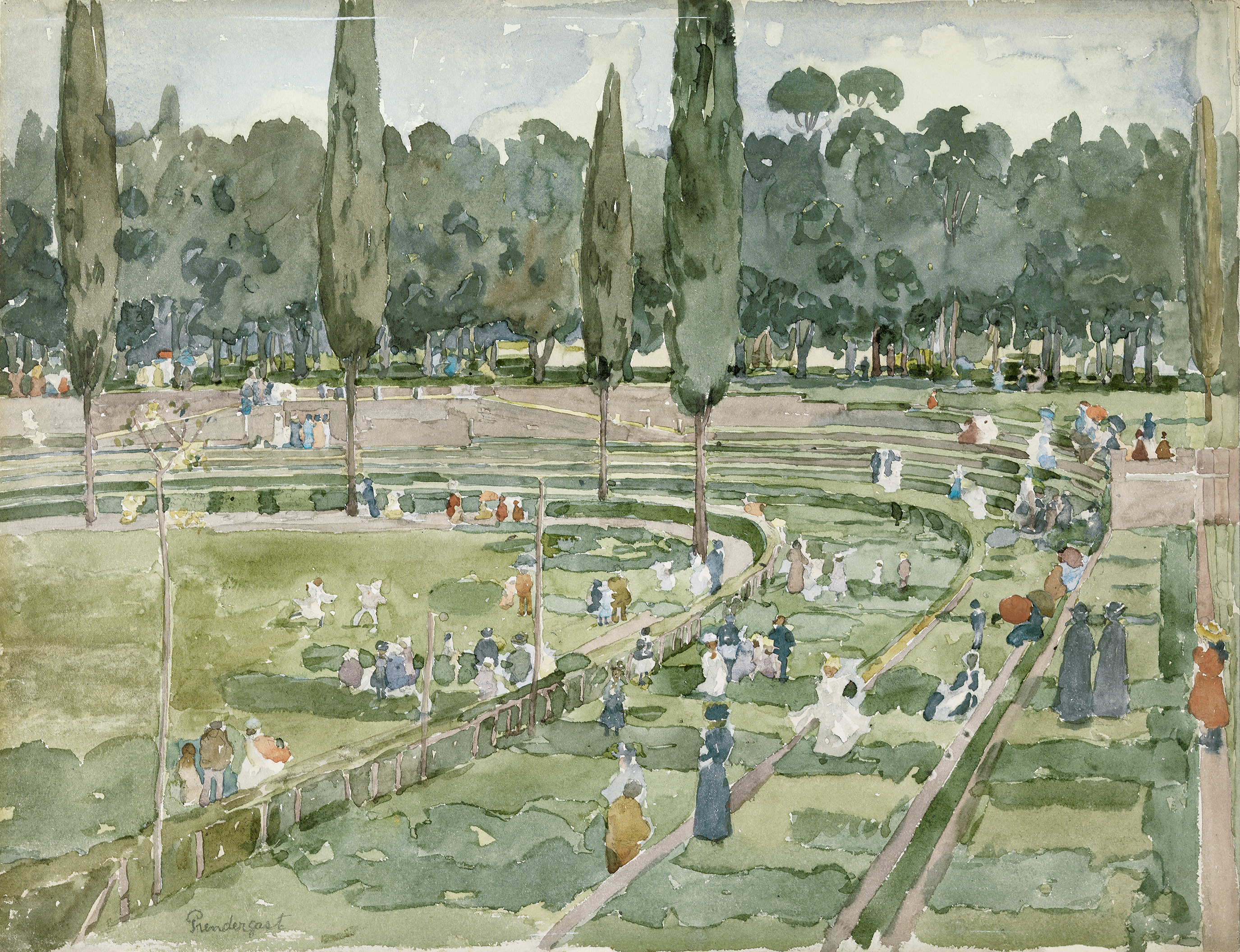
El hipódromo, 1898. Museo Thyssen-Bornemisza.
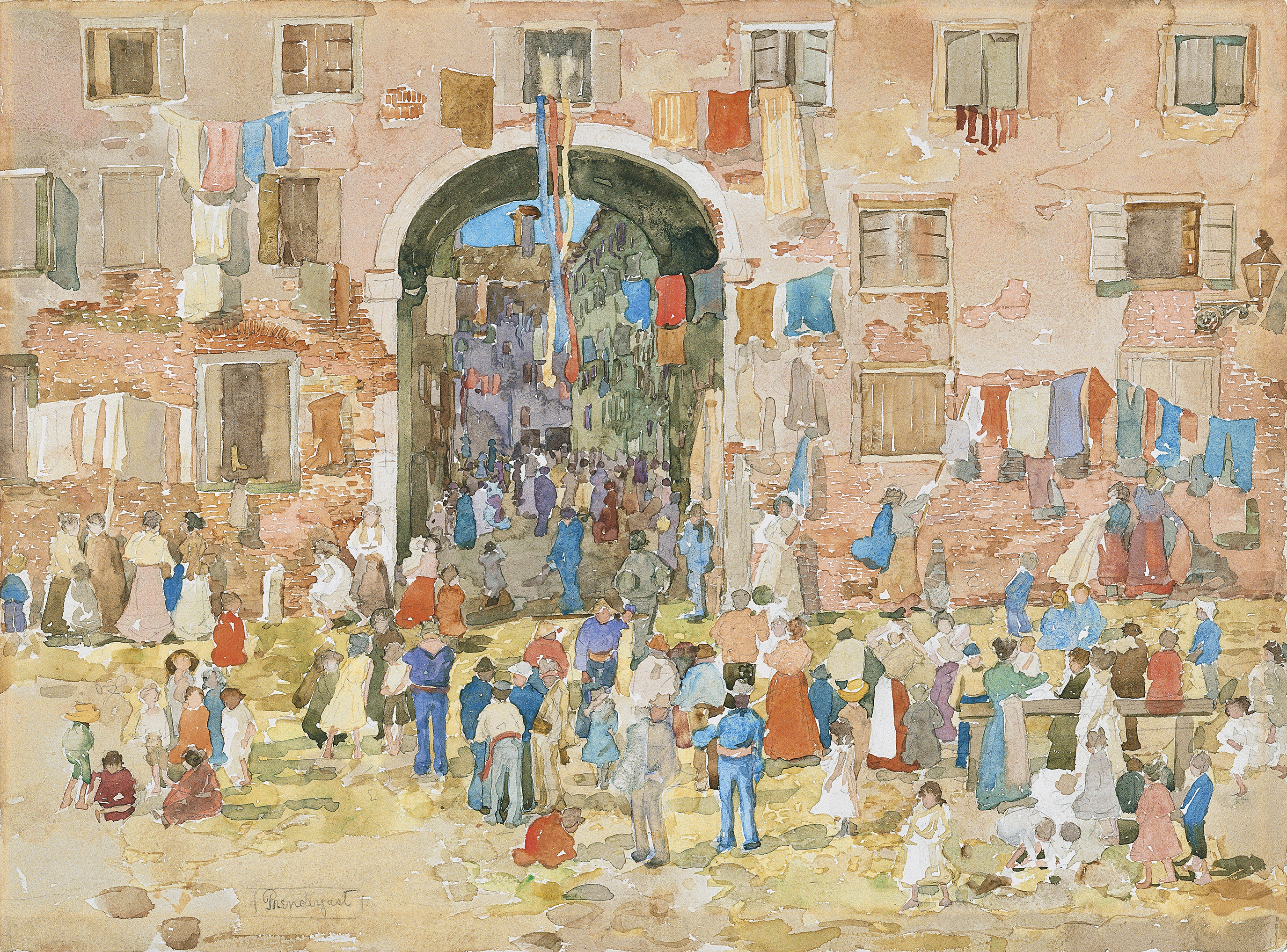
Riva degli Schiavoni, Castello (Venecia), 1898. Museo Thyssen-Bornemisza.
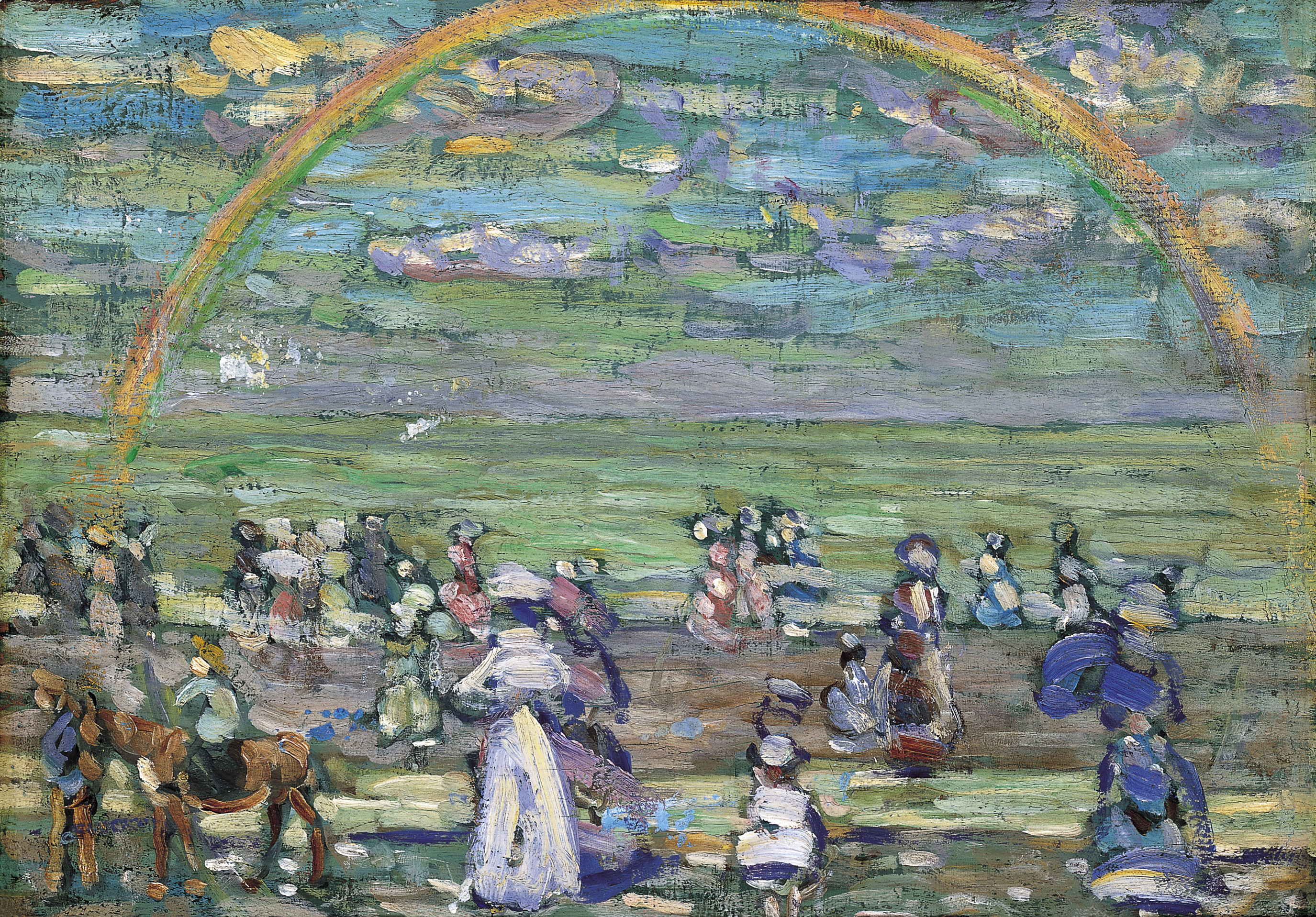
Arcoiris, 1905. Colección Carmen Thyssen-Bornemisza.
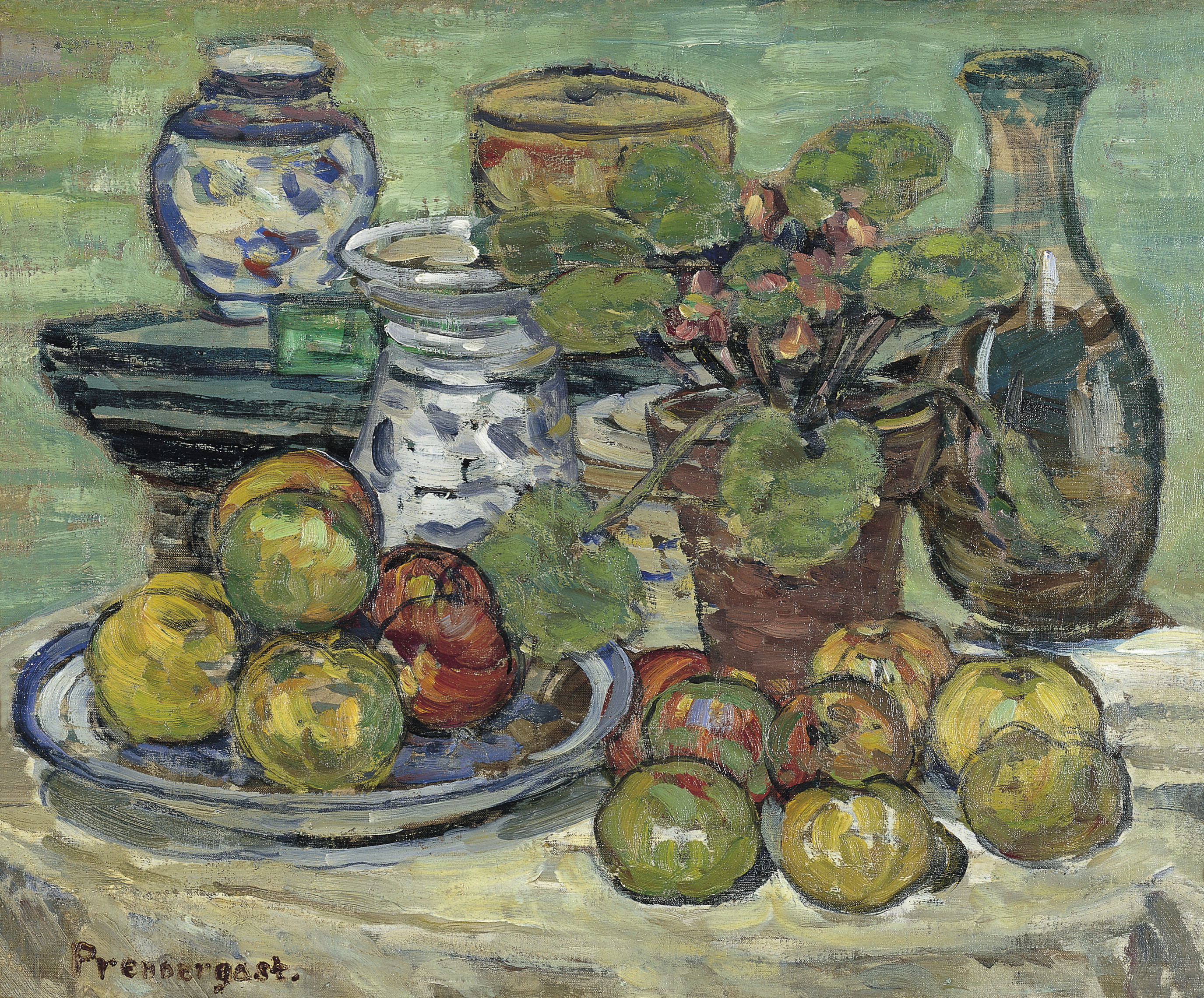
Bodegón con manzanas, c. 1910-1930. Colección Carmen Thyssen-Bornemisza.
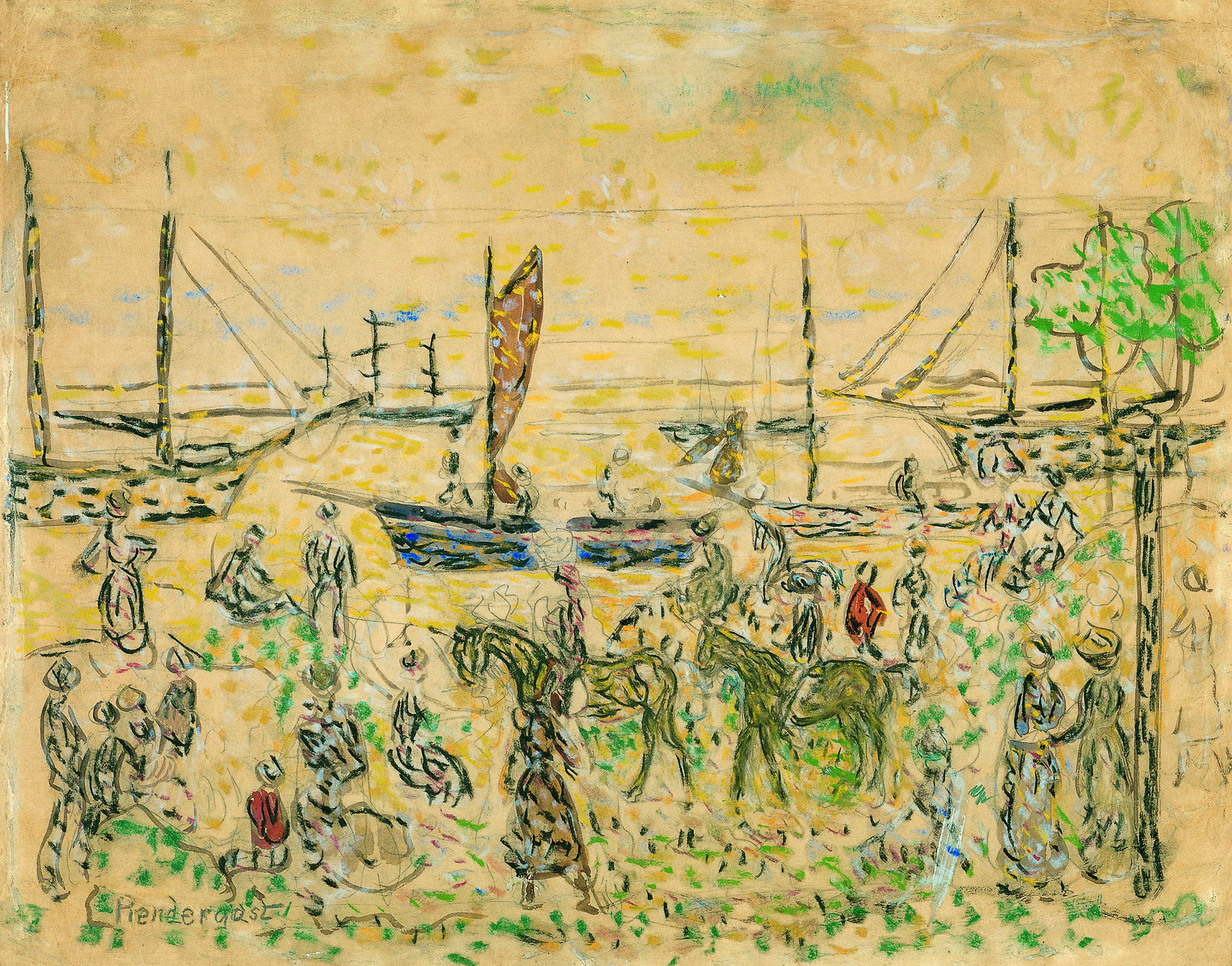
Costa, 1913-1915. Colección Carmen Thyssen-Bornemisza.
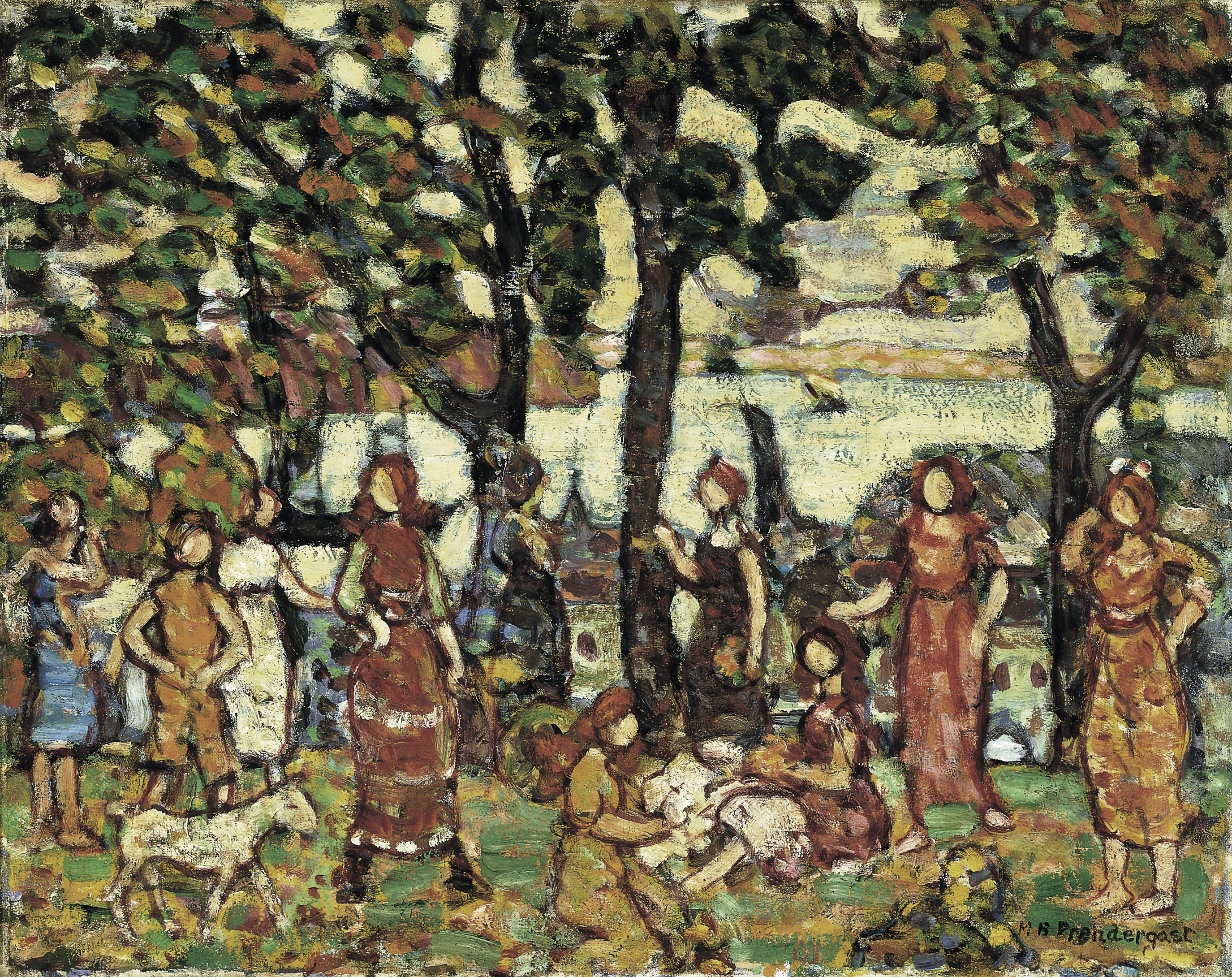
Otoño, 1918-1923. Colección Carmen Thyssen Bornemisza.